# Jan Zdeb
Jan Zdeb (ur. 21 października 1915 w Lasochowie, zm. 6 stycznia 1999) – podporucznik Wojska Polskiego II RP, obrońca Westerplatte, odznaczony Orderem Virtuti Militari.

## Życiorys
Syn Wincentego i Katarzyny. Ukończył czteroletnią szkołę powszechną w Wiśniczu.
Przed służbą wojskową ożenił się z Leokadią Wroną. Został powołany w 1938 do służby w 4 Pułku Piechoty Legionów w Kielcach. Od 17 września stacjonował na Westerplatte jako karabinowy.
Po kapitulacji został schwytany i przebywał w Stalagu I A jako jeniec wojenny. Podczas próby ucieczki z obozu jenieckiego został złapany i przewieziony do obozu Stutthof, z którego uciekł w ten sam dzień pod przebraniem kobiety. 
Po wojnie pracował w państwowym gospodarstwie rolnym, Zakładzie Rzemieślniczym w Kielcach, Fabryce Cegły Silikatowej w Ludyni i Cementowni Małogoszcz.
W 1989 został awansowany na podporucznika. Spoczywa na cmentarzu parafialnym w Kozłowie.
W styczniu 2024 roku z inicjatywy Stowarzyszenia Lokalni Patrioci w Szkole Podstawowej w Kozłowie odsłonięto tablicę upamiętniającą Jana Zdeba.

## Odznaczenia
- Krzyż Srebrny Orderu Virtuti Militari (1989),
- Krzyż Kawalerski i Oficerski Orderu Odrodzenia Polski (1976 i 1987),
- Medal „Za udział w wojnie obronnej 1939” (1981),
- Srebrny Medal „Zasłużonym na Polu Chwały” (1960),
- Medal 40-lecia Polski Ludowej,
- Medal za Odrę, Nysę, Bałtyk (1946),
- Medal za Długoletnie Pożycie Małżeńskie,
- Odznaka honorowa "Za zasługi dla Kielecczyzny" (1982),
- Odznaka honorowa "Za zasługi dla Miasta Gdańska",
- Medal 1000-lecia Miasta Gdańska.